# Pachyrhynchus infernalis
Pachyrhynchus infernalis é um inseto pertencente à família Curculionidae. Este inseto é conhecido por possuir uma das carapaças mais resistentes do reino animal.